# Nordiskt musikkonservatorium
Nordiskt musikkonservatorium, NMK, var en spetsutbildning inom sång, piano och violin som drevs av konsertpianisten Inger Wikström under 1970- och 1980-talen. Konservatoriets lokaler låg i Österskär. Bland lärarna fanns Wikströms dåvarande man David Bartov (1951–2000)‚ Chesne Ryman, Leo Winland och Inger Wikström själv. NMK övergick sedermera till att inrikta sig på barnoperakulturen under namnet Nordisk kammaropera.